# Russell Bentley

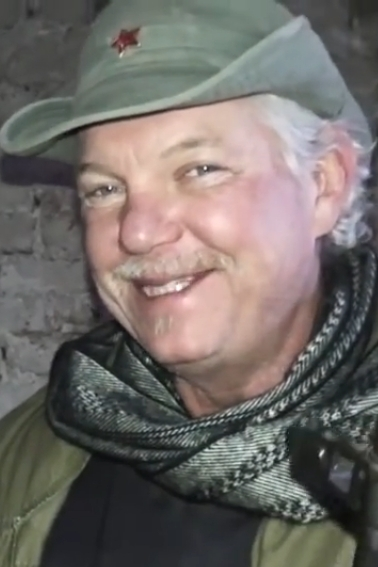
Russell Bentley (2015)

Russell Bonner Bentley III (geboren 1960 in Austin, Texas; gestorben 2024) war ein US-amerikanischer Veteran und Youtuber, der ab 2014 auf der Seite der Volksrepublik Donezk an Kämpfen teilgenommen hatte und später als Kriegskorrespondent Russland unterstützte.
Nach Angaben seiner Frau verschwand er am 8. April 2024. Gegen vier russische Soldaten wurde Anklage mit dem Vorwurf erhoben, Bentley umgebracht zu haben.